# Democracia Real
Democracia Real (en neerlandés: Echte Democratie: en papiamento: Democracia Real, PDR) fue un partido político en Aruba.

## Historia de elección
En las elecciones de 2005, el partido obtuvo 3,98% del voto popular, pero no obtuvo ningún escaño.
En las elecciones de 2009, el partido consiguió un escaño.
En las elecciones de 2013, el partido pudo mantener su escaño. El partido no participó en las elecciones de 2017, uniéndose con el partido POR.